# Эльга (Нерюнгринский район)
Эльга — строящийся посёлок в Нерюнгринском районе Якутии возле крупнейшего в России Эльгинского месторождения коксующегося угля.
Поселок располагается в предгорьях Станового хребта на плато в междуречье рек Ундытын и Ундыткан. Тендер на проектирование и строительство выиграла Posco A&C. Работы по вертикальной планировке начались летом 2012 года. Согласно проекту планируется построить пять жилых микрорайонов для 3 тыс. человек.
Возле посёлка имеется аэропорт с идентичным названием.